# Pas de la Couelle
Le pas de la Couelle, surnommé « le petit Galibier », est un col routier de la montagne de Regagnas reliant Trets dans les Bouches-du-Rhône à Saint-Zacharie dans le Var, bien que le sommet se trouve intégralement dans le département des Bouches-du-Rhône.

## Toponymie
Le nom Couelle est un dérivé du mot provençal Colle qui signifie « colline » (et non le « col » qui ne se dit pas en provençal).

## Géologie
Cette zone de grande valeur géologique présente un intérêt tectonique marqué. Ce site permet l'observation d'un système d'écailles et de diverses autres structures tectoniques.

## Cyclisme
Son ascension a été effectuée comme lors de la 6e étape du Paris-Nice 2022, le col classé en 3e catégorie.